# Idaea fumilinea
Idaea fumilinea är en fjärilsart som beskrevs av W. Warren 1903. Idaea fumilinea ingår i släktet Idaea och familjen mätare. Inga underarter finns listade i Catalogue of Life.